# Вильена, Антониу Мануэл де
Анто́ниу Мануэ́л де Вилье́на (фр. António Manuel de Vilhena; 28 мая 1663, Лиссабон — 12 декабря 1736, Валлетта) — 65/66-й Великий магистр ордена госпитальеров (1722—1736), военачальник. Сын Саншу Мануэла де Вильена.

## Орфография и передача имени
- лат. Antonivs Manvel de Vilhena[1]
- фр. Antoine Manoel de Vilhena на гравюре[2]
- фр. Antoine Manoel de Villhena[2]
- порт. António Manuel de Vilhena[3]
- порт. Antonio Manuel de Vilhena[4]

Передача с испанского языка Антонио Маноэль, с французского — Антуан Маноэль, с португальского — Антониу Мануэл.

## Герб
Третий сын графа де Вила Флор дона Саншу Мануэла. На магистерском гербе Антониу Мануэла де Вильена используется символика португальского рода Мануэйш. Герб рода Мануэйш: щит разделён на 4 четверти; на красных полях 1-й и 4-й четвертей золотая крылатая рука держит серебряный меч; на полях 2-й и 3-й четвертей изображён пурпурный вооружённый лев с красным языком. Данный герб находится в Гербовом зале Национального дворца в Синтре (№ 17). На гербе Антониу Мануэла де Вильена 2-я четверть повторяет 2-ю и 3-ю четверти, а 3-я аналогична 1-й и 4-й четвертям герба фамилии Мануэйш. Герб магистра Мануэла часто встречается на Мальте в качестве значимой детали декора.

## Биография
Будучи ещё очень молодым вступил в орден иоаннитов и отправился на Мальту. Осуществляя командование главной галерой мальтийской армады, был ранен в сражении. В 1684 году командовал одним из кораблей в морской битве против турок при захвате Мореи. Получил звание майора, затем полковника. В 1696 году получил Большой Крест.
Благодаря воинским заслугам, проявленным на полях сражений мужеству и отваге, вовлечённости в управление жизни рыцарей-монахов поступательно назначался и избирался на всё более высокие должности. Со временем прошёл все ступени иерархической лестницы госпитальеров. В 1703 году приступил к исполнению обязанностей верховного канцлера ордена и главой «языка» Кастилии и Португалии (порт. chefe da lingua de Castella e Portugal). В итоге стал третьим португальцем, избранным великим магистром иоаннитов — после Афонсу де Португал и Луиша Мендеша де Вашконселуша. После избрания главой ордена на собственные средства развернул на Мальте широкое строительство. Велел перестроить главный въезд в бывшую столицу Мдину, который был повреждён во время землетрясения 1693 года. По приказу и под руководством магистра с 1723 возводился бастионный форт Мануэль на острове Маноэль (завершён в 1755 году), который был назван в честь магистра. В 1731 началось строительство действующего и поныне Театра Маноэль. Реставрировал летнюю резиденцию великих магистров дворец Вильена, построил госпиталь и прочее.
Со временем доблесть и стойкость магистра в противостоянии с турками и его щедрость стала известна во многих странах Европы. Людовик XIV удостоил магистра Мануэла своей дружбой, другие монархи чтили его своим уважением.
Встречаются указания на разные даты смерти: 10 или 12 декабря 1736 года. Похоронен в соборе св. Иоанна в Валлетте. Его захоронение столь пышно и богато оформлено, что сравнивается с убранством капеллы Медичи во Флоренции. Эпитафия на могиле магистра гласит:
D. O. M.
HIC JACET M. M. FR. D. ANTONIVS MANVEL DE
VILHENA
REGIA A STIRPE ORTVS
QVI AD SVPREMVM MAGISTERII CVLMEN
OB VIRTVTEM ELECTVS
MAGIS NATVS QVAM ELECTVS PRINCEPS VIDEBATVR.
VIX SVSCEPTO IMPERII GVBERNACVLO
ARCEM SVI NOMINIS CONDIDIT:
VERE PATER PAVPERVM XENODOCHIA FUNDAVIT
MIRA MENTIS FORTITVDINE PRAEDITVS
VEL MAGNA COGITABAT, VEL EXEQVEBATVR.
MEMENTO, VIATOR,
QVOD VBI GRESSUM IN HIS INSVLIS SISTES
PIETATIS EJVS, MVNIFICENTIAE, SECURITATIS
AMOENITATIS MONUMENTA IBI
INVENIES.
IN ACERRIMIS VLTIMI MORBIS CRVCIATIBVS
SVMMA EJVS RELIGIO, ET PATIENTIA EMICVERE.
OBIIT PRIDIE IDVS DECEMBRIS
A. MDCCXXXVI.
AETATIS SVAE LXXII. MAGISTERII VERO XV